# 1405 Sibelius
1405 Sibelius (1936 RE) là một tiểu hành tinh vành đai chính được phát hiện ngày 12 tháng 9 năm 1936 bởi Y. Vaisala ở Turku.